# جين شيرمان
جين شيرمان (بالإنجليزية: Gene Sherman)‏ هو صحفي أمريكي، ولد في 27 يناير 1915 في هايلاند بارك في الولايات المتحدة، وتوفي في 5 مارس 1969 في مطار لندن هيثرو في المملكة المتحدة.